# Cseremhovo (Irkutszki terület)
Cseremhovo (oroszul: Черемхово) város Kelet-Szibériában, Oroszország Irkutszki területén, a Cseremhovói járás székhelye.
Bányaváros, a 20. században évtizedekig Szibéria második legjelentősebb szénbányászati központja volt.
Neve a folyónévből képzett szó; a folyó neve az orosz cserjomuha (jelentése: 'zelnicemeggy') szóból származik.
Lakossága: 52 647 fő (a 2010. évi népszámláláskor).

## Elhelyezkedése
Az Irkutszki terület déli részén, Irkutszk területi székhelytől 130 km-re északnyugatra, az Irkutszk–cseremhovói-síkságon, a Cseremsanka partján helyezkedik el, kb. 20 km-re az Angara bal partjától. A transzszibériai vasútvonalon fekvő városnak három vasútállomása is van, és bekötőutakkal kapcsolódik a központtól néhány kilométerre vezető M-53 jelű „Bajkál” (Krasznojarszk–Irkutszk) autóúthoz.
Kb. 550 m tengerszint feletti magasságban fekszik. Területe 114 km², a Keleti-Szaján előterében, Nyizsnyeugyinszk–Irkutszk között kb. 500 km hosszan elterülő Irkutszk- (Cseremhovói-) szénmedence része.

### Éghajlata
Éghajlata szélsőségesen kontinentális. A levegő évi középhőmérséklete: –1,4 °C. A januári középhőmérséklet –21,1 °C, a júliusi 17,9 °C. A csapadék mennyisége éves átlagban 406 mm. A fagymentes időszak átlagosan 105 napig tart; az első fagyos nap (átlag) szeptember 11., az utolsó május 28.

## Története
A 18. század közepén kialakított, Szibérián át vezető útvonal egyik postaállomásaként keletkezett 1772-ben. Már akkoriban felfedezték az első kőszéntelepeket, a bányászat azonban csak a 19. század legvégén kezdődött, amikor a kiépült vasútvonalat el kellett látni szénnel. Cseremhovo vasútállomás 1898-ban épült. Az első bányát 1896-ban nyitották meg, majd sorra jelentek meg a kisebb bányák és körülöttük a bányásztelepülések. 
1917 nyarán Cseremhovo az ideiglenes kormánytól városi rangot kapott.
A szovjet korszakban a bányákat központi irányítás alá vonták (1932-től a tröszt neve Vosztszibugol, Irkutszk központtal). Az 1920-as évek második felében épült a napjainkban is működő nagy hőerőmű (1932-ben adták át), és a bányákat központi elektromos hálózatra kapcsolták. A munkaerő az ún. „kuláktalanítási” kampány során otthonaikból kitelepítettek (szpec-pereszelenci, vagyis különleges áttelepülők) tömegeiből került ki. Amerikai tervek szerint, amerikai szakemberek részvételével 1934-ben új, nagy bányát nyitottak. A Kirovról elnevezett bánya minta vállalatnak számított és végleges lezárásáig, 1975-ig a szénmedence központi bányája volt. Az 1930-as években további kisebb bányákat nyitottak.

### 1945 után
A háború után a külfejtéseket kezdték fejleszteni, az 1960-as években hatalmas lépegető exkavátorokat is munkába állítottak. Felépült két dúsítóüzem. Cseremhovo körzete a kuznyecki szénmedence után Szibéria második legnagyobb széntermelő vidéke lett, és az Irkutszki terület legnagyobb ipari központja volt az 1970-es évek elejéig, amíg fel nem épültek a körzet új energetikai, vegyipari, fafeldolgozói, alumíniumipari óriásvállalatai és iparvárosai.
Cseremhovo továbbra is szolgáltatta a fűtőanyagot, de a nagy beruházások más városokban történtek. Közben csökkent a szén iránti kereslet, a készletek sok helyen kimerültek, mind több bányát zártak be. A városközpont a főtérrel, néhány széles sugárúttal, a központi hivatali épületekkel, panel lakóházakkal szépen kiépült, a bányák melletti városrészekben javarészt megmaradtak a régi faházak, a korszerűtlen utak, a felhagyott bányászat nyomai.
A szénbányászat mellett a szovjet korszakban az ipar más ágazatai is fejlődtek. A Sztavropolból 1941-ben evakuált, Karl Marxról elnevezett gyárból a háború után a város legnagyobb gépipari vállalata lett. Rádiókészülékek gyára, festékgyár, könnyűipari, építőipari, élelmiszeripari vállalatok alakultak.

## A 21. században
Cseremhovo északnyugat–délkeleti irányban 12–14 km hosszan húzódik a vasútvonal mellett. Kilenc településből áll, melyek egykori üzemek, bányák, külfejtések körül önállóan alakultak ki. Körzetében és a város határain belül is felhagyott külfejtések maradványai láthatók.
A szénbányászat válsága, ami már a Szovjetunió felbomlása előtt elkezdődött, később tovább mélyült. A 2010-es évek elején Cseremhovo környékén már csak egy nagyobb körzetben folytatódott a kitermelés. A város négy dúsítóüzeme közül csak a legnagyobb, az 1979-ben átadott kaszjanovi üzem működött. 2014-ben kilátásba helyezték a veszteséget „termelő” dúsító esetleges bezárását.
A Marxról elnevezett nagy gépgyár 1998-ban részvénytársasággá alakult, mely 2004-ben csődbe ment. A gyár egy részével új céget alapítottak (MasZavod), ahol elektromos szivattyúkat gyártanak az olajipar és az aranybányászat számára. Számos más vállalat is csődbe jutott, köztük a rádiókészülékek gyára, a bútorgyár, a zokni- és harisnyagyár és mások.
Az új kezdeményezések közül reménytkeltőnek nevezték 2015-ben a Plenoplex-Szibir cég előkészületeit hőszigetelőlapok gyártásának beindítására.